# ''Represión del bandidaje y el terrorismo'' durante el franquismo
La represión de lo que la dictadura franquista llamó bandidaje y terrorismo se llevó a cabo a través de una serie de disposiciones normativas que tenían básicamente por objeto la persecución y castigo de las actividades de oposición al franquismo, fueran estas pacíficas o armadas. La norma principal fue el Decreto Ley para la Represión del Bandidaje y el Terrorismo, de 18 de abril de 1947, que tenía como objetivo dar cobertura legal a las acciones, a menudo de «guerra sucia», de la Guardia Civil y del Ejército para acabar con la guerrilla antifranquista —los guerrilleros no eran considerados combatientes sino «bandoleros» (en un intento de despolitizar su lucha)—. Su promulgación fue el inicio del llamado «trienio del terror» (1947-1949) en el que las fuerzas franquistas recurrieron a las torturas y a los fusilamientos extrajudiciales de los guerrilleros —a veces en aplicación de la «ley de fugas»—. También fueron objeto de torturas y malos tratos sus familias y sus presuntos «colaboradores» de las montañas y de las zonas rurales.

## Historia
El conjunto de normas toma como referencia el bando de guerra de 28 de julio de 1936 que permitió la justificación del intento de golpe de Estado de julio de 1936 que dio lugar a la Guerra Civil. A partir del mismo, se consideran integrantes de la legislación contra «bandidaje y terrorismo» la Ley para la Seguridad del Estado de 19 de marzo de 1941, el primer Código Penal del régimen franquista promulgado en 1944, el Código de Justicia Militar de 17 de julio de 1945, el Decreto-Ley de bandidaje y terrorismo de 18 de abril de 1947, el Decreto sobre rebelión militar, bandidaje y terrorismo de 21 de septiembre de 1960, el Código Penal de 28 de marzo de 1963 y el Decreto-Ley de 16 de agosto de 1968 que restableció la legislación de 1960 tras haber sido modificada en 1963.
La legislación contra «el bandidaje y el terrorismo» estuvo marcada desde el primer momento por su inexorable combinación con la Ley de responsabilidades políticas y la Ley sobre represión de la masonería y del comunismo, y en dicho marco, la atribución de la ejecución de las normas a tribunales excepcionales. Los autores coinciden en señalar que la normativa tuvo dos objetivos: la persecución por medios extraordinarios, mediante procesos sumarísimos y en consejo de guerra, de los opositores al franquismo y la represión de los maquis, ya que el fenómeno terrorista en su acepción moderna aparecería más tarde.
Así, el alcance de los tipos penales llegaba a todos cuantos, de una manera u otra, se enfrentaban con el régimen. Los tipos señalaban reos de rebelión militar, auxilio a la rebelión o adhesión a la rebelión a quienes fueran autores, cómplices o cooperadores de acciones violentas contra los aparatos de seguridad del Estado, las instituciones públicas, Falange Española y organizaciones integrantes del Movimiento Nacional, pero también a los que causasen daños en las propiedades "por móviles políticos" fuese cual fuese el resultado de la acción o las acciones que "alterasen el orden público"; a los poseedores de artículos susceptibles de ser usados para actos violentos, entre los que se encontraba cualquier material inflamable y a quienes poseyeran armas de fuego sin licencia. También alcanzaba a las asociaciones que pretendiesen, no ya acciones armadas, sino también "la destrucción de la organización política, económica o jurídica del Estado"; igualmente lo que la legislación de 1940 llamó organizaciones que desarrollasen actividades tendentes a la "relajación del espíritu nacional" o las actividades "separatistas". Se equipararon a la rebelión militar actividades tales como las huelgas, manifestaciones, conferencias públicas y, en general, cualquier aspecto que se considerase por las autoridades "subversión social".
La pena oscilaba arbitrariamente entre reclusión menor y muerte, fijándose tipos muy heterogéneos y abiertos que permitían una interpretación muy amplia de las normas. El decreto-ley de 1947 señalaba su vocación de tratar los tipos más graves únicamente, si bien en la práctica se mantuvo como el recurso preferible en la calificación de los delitos de contenido político hasta bien entrada la década de 1950. Aunque el decreto de 1960 suavizó la normativa, se impuso su rectificación en 1968, a raíz de los sucesos que ese año se desarrollaron en España y en Europa, por lo que hubo de esperarse a 1971 para que la legislación sufriera un cambio sustancial.
Durante el final de la dictadura, estas disposiciones fueron sustancialmente modificadas por las leyes 42 y 44 de 1971 y el decreto-ley sobre prevención del terrorismo de 1973, básicamente mediante el traslado al código penal de los delitos y la sustracción de muchos de ellos (excepto el de terrorismo) de la justicia militar. No obstante, la base normativa siguió estable y no fue hasta 1976, con la Ley 2/1976 que se derogó toda la legislación anterior, manteniendo únicamente la atribución de facultades excepcionales a la policía en orden a los registros, investigación y periodos de detención de los supuestos autores de los delitos, y el traslado a la jurisdicción civil ordinaria del delito de terrorismo. La legislación residual que pudo quedar vigente, fue derogada por la disposición derogatoria de la Constitución de 1978.